# Elecciones estatales de Querétaro de 2018
Las elecciones estatales de Querétaro se realizaron el domingo 1 de julio de 2018, simultáneamente con las elecciones federales, y en ellas se renovaron los siguientes cargos de elección popular:
- 25 diputados del Congreso del Estado. De los cuales 15 son electos por mayoría relativa y 10 por representación proporcional.
- 18 ayuntamientos. Compuestos por un presidente municipal y sus regidores. Electos para un periodo de tres años, no reelegibles para el periodo siguiente.

## Resultados electorales

### Congreso del Estado de Querétaro
|  | 33.72 % |

|  | 22.96 % |

|  | 17.33 % |

|  | 3.93 % |

|  | 3.66 % |

|  | 3.15 % |

|  | 2.87 % |

|  | 2.68 % |

|  | 2.48 % |

|  | 2.18 % |

|  | 1.83 % |

|  | 1.72 % |

|  | 4.52 % |

|  | 100 % |

### Ayuntamientos del Estado de Querétaro
|  | 33.21 % |

|  | 20.94 % |

|  | 18.89 % |

|  | 10.55 % |

|  | 2.87 % |

|  | 2.74 % |

|  | 2.27 % |

|  | 2.15 % |

|  | 1.76 % |

|  | 1.25 % |

|  | 96.68 % |

|  | 3.32 % |